# Lista de prefeitos de Alta Floresta
Esta é a lista de prefeitos do município de Alta Floresta, estado brasileiro de Mato Grosso.
| Nº | Nome                                                                | Imagem                | Partido                                          | Início do mandato      | Fim do mandato                          | Observações                                |
| 1  | Wanderley Alves Pereira                                             |                       | Partido Democrático Social PDS                   | 18 de dezembro de 1979 | 31 de janeiro de 1983                   | Prefeito nomeado pelo Governador do Estado |
| 2  | Edson dos Santos                                                    |                       | Partido do Movimento Democrático Brasileiro PMDB | 1° de janeiro de 1983  | 31 de dezembro de 1988                  | Prefeito eleito em sufrágio universal      |
| 3  | Elói Luiz de Almeida (Corinto, 12.10.1944–)                         |                       | Partido do Movimento Democrático Brasileiro PMDB | 1° de janeiro de 1989  | 31 de dezembro de 1992                  | Prefeito eleito em sufrágio universal      |
| 4  | Robson Luiz Soares da Silva (Ubá, 22.09.1946–)                      |                       | Partido Democrático Social PDS                   | 1° de janeiro de 1993  | 31 de dezembro de 1996                  | Prefeito eleito em sufrágio universal      |
| 5  | Vicente da Riva (Belo Horizonte, 22.09.1946–)                       |                       | Partido da Mobilização Nacional PMN              | 1° de janeiro de 1997  | 31 de dezembro de 2000                  | Prefeito eleito em sufrágio universal      |
| 6  | Romoaldo Aloísio Boraczynski Jr. (Paranavaí, 28.06.1960–)           |                       | Partido Popular Socialista PPS                   | 1° de janeiro de 2001  | 31 de dezembro de 2004                  | Prefeito eleito em sufrágio universal      |
| 7  | Maria Izaura Dias Alfonso (Nioaque, 27.02.1945–)                    |                       | Partido Democrático Trabalhista PDT              | 1° de janeiro de 2005  | 31 de dezembro de 2008                  | Prefeita eleita em sufrágio universal      |
| 8  | Maria Izaura Dias Alfonso (Nioaque, 27.02.1945–)                    | 1° de janeiro de 2009 | Partido Democrático Trabalhista PDT              | 31 de dezembro de 2012 | Prefeita reeleita em sufrágio universal |                                            |
| 9  | Asiel Bezerra de Araújo, Dr. Asiel (Tuneiras do Oeste, 07.04.1967–) |                       | Partido do Movimento Democrático Brasileiro PMDB | 1° de janeiro de 2013  | 31 de dezembro de 2016                  | Prefeito eleito em sufrágio universal      |
| 10 | Asiel Bezerra de Araújo, Dr. Asiel (Tuneiras do Oeste, 07.04.1967–) | 1° de janeiro de 2017 | Partido do Movimento Democrático Brasileiro PMDB | 31 de dezembro de 2020 | Prefeito reeleito em sufrágio universal |                                            |
| 11 | Valdemar Gamba, Chico Gamba (São Miguel do Iguaçu, 21.10.1965–)     |                       | Partido da Social Democracia Brasileira PSDB     | 1° de janeiro de 2021  | 31 de dezembro de 2024                  | Prefeito eleito em sufrágio universal      |
| 12 | Valdemar Gamba, Chico Gamba (São Miguel do Iguaçu, 21.10.1965–)     | União Brasil UNIÃO    | 1° de janeiro de 2025                            | Atualidade             | Prefeito reeleito em sufrágio universal |                                            |